# Arianna Fontana
Arianna Fontana (Sondrio, 14 de abril) es una patinadora de velocidad sobre pista corta italiana.

## Carrera deportiva

### Primeros años y Turín 2006
Después de su debut en el equipo nacional a la edad de 15 años en la Copa del Mundo, ocupó el segundo lugar en el Campeonato Europeo en Krynica-Zdrój (Polonia) en 2006, conquistando los podios de los eventos de 500, 1500 y 3000 metros.
Por lo tanto, accede a participar en los Juegos Olímpicos de Turín 2006, compitiendo en los eventos de 500 y 1000 metros, y en el relevo con sus compañeras Marta Capurso, Mara Zini, Katia Zini y Cecilia Maffei. Es en este último donde recibe una histórica medalla de bronce, la centésima para Italia en los Juegos Olímpicos de Invierno.

### Vancouver 2010
En los Juegos Olímpicos de Invierno de 2010 en Vancouver (Canadá), ganó una medalla de bronce en el evento de 500 metros, siendo la primera medalla olímpica individual de un atleta italiano en patinaje de velocidad sobre pista corta.

### Sochi 2014

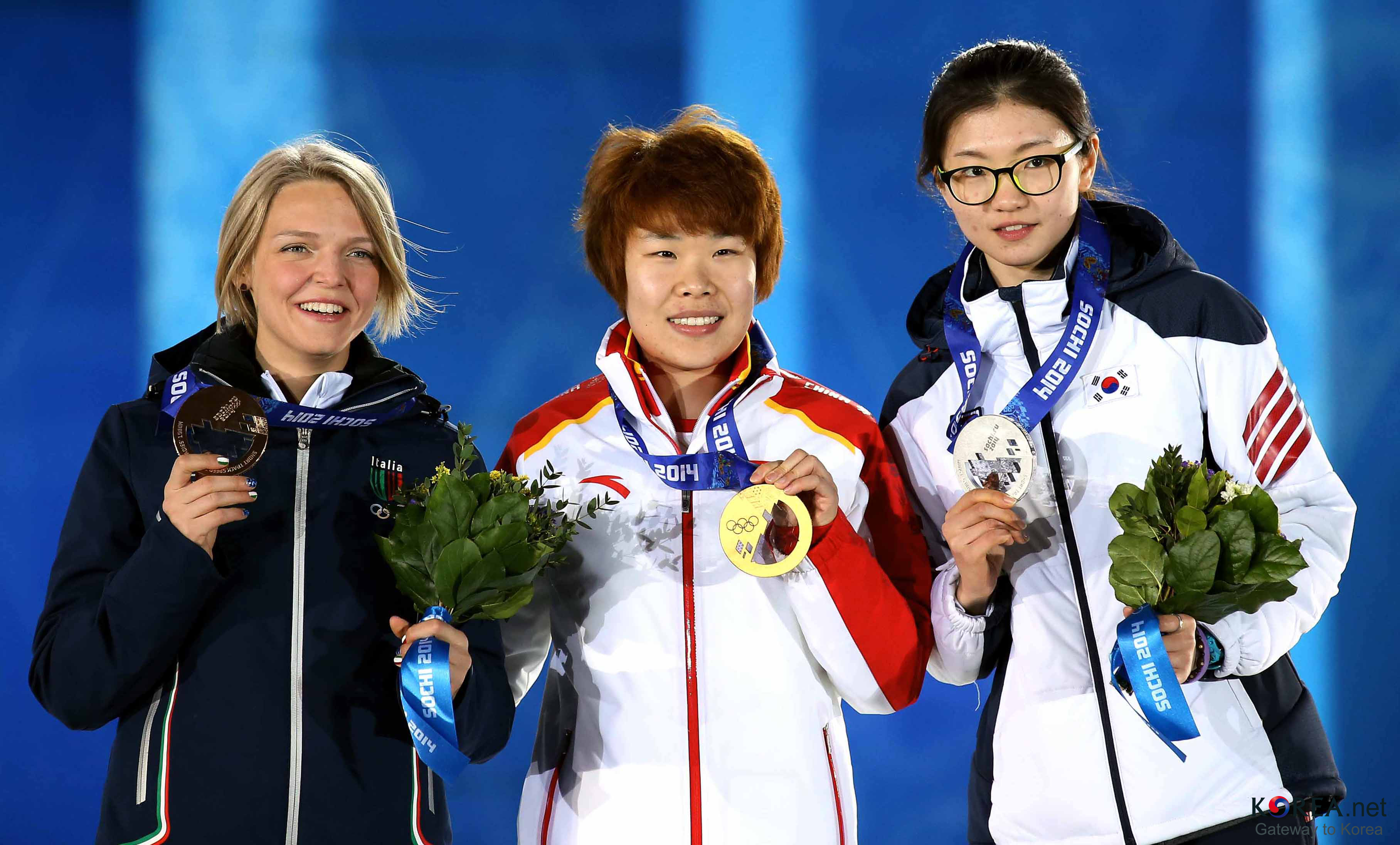
Podio olímpico de 1500 m de Sochi 2014: Arianna (bronce), Zhou (oro) y Shim (plata).

En los Juegos Olímpicos de Invierno de 2014 en Sochi (Rusia), obtuvo la medalla de plata en el evento de 500 metros después de chocar con la patinadora británica Elise Christie. Christie fue descalificada después de causar un accidente en la final. Fontana ganó una medalla de bronce en el evento de 1500 m y en el evento de relevo, junto a Lucia Peretti, Martina Valcepina y Elena Viviani.

### Pyeongchang 2018
En los Juegos Olímpicos de Invierno de 2018, celebrados en Pyeongchang (Corea del Sur), fue la abanderada de la delegación italiana. Recibió la bandera italiana de manos del Presidente Sergio Mattarella en una ceremonia en el Palacio del Quirinal (Roma) el 18 de diciembre de 2017, junto con Florian Planker, el abanderado designado para los Juegos Paralímpicos.
El 13 de febrero de 2018 se convierte en campeona olímpica en los 500 metros, ganando el oro frente a la neerlandesa Yara van Kerkhof y la canadiense Kim Boutin, medallas de plata y bronce respectivamente, tras la descalificación de la surcoreana Choi Min-jeong, quien por solo 22 centímetros había llegado detrás de Fontana.

## Palmarés
| Competición                      | 1.º | 2.º | 3.º |
| -------------------------------- | --- | --- | --- |
| Juegos Olímpicos                 | 1   | 2   | 5   |
| Campeonatos Mundiales            | 1   | 6   | 7   |
| Campeonatos Mundiales en Equipos | 0   | 0   | 1   |
| Copas del Mundo                  | 1   | 1   | 4   |
| Campeonatos Europeos             | 24  | 12  | 5   |